# Veslanje na Olimpijskim igrama
Veslanje na Olimpijskim igrama se prvi puta održalo na Olimpijskim igrama u Parizu 1900. Veslanje je bilo i u programu prvih modernih Igara, Igara u Ateni 1896. godine, ali su natjecanja tada otkazana zbog vremenskih neprilika. Natjecanja za muškarce su bila u programu svih Igara, dok su natjecanja za žene uvedena tek na Igrama u Montrealu 1976.    
Veslanje za lake veslače je uvedeno na Igrama u Atlanti 1996.
Trenutno je u programu Igara ovih 14 disciplina:
- Muški: četverac na pariće, dvojac na pariće, samac, osmerac, četverac bez kormilara, dvojac bez kormilara
- Muški laki veslači: četverac bez kormilara, dvojac na pariće
- Žene: četverac na pariće, dvojac na pariće, samac, osmerac, dvojac bez kormilarke
- Žene lake veslačice: dvojac na pariće

## Duljina staze i format natjecanja
Muški se natječu na standardnoj stazi od 2000 metara, osim u godinama: 1900. (1,750 m), 1904 (1.5 milja), 1906. (različite duljine), 1908. (1.5 milja) te 1948. (1,880 m). 
Utrke za žene su bile 1000 m sve do 1988. kada se uvodi 2000 m.
Na ranim Igrama koristi se match race format natjecanja s po dva ili tri čamca (sistem kvalifikacija ili svako sa svakim). M;oderni format s 6 čamaca u utrci je prvi puta korišten na Igrama u Berlinu 1936. godine, a postao je standard na Igrama u Melbourneu 1956.

## Olimpijske kvalifikacije
Kako je broj natjecatelja na Olimpijskim igrama ograničen, Međunarodna veslačka federacija održava kvalifikacijske utrke u olimpijskim disciplinama. Svaki nacionalni savez za Olimpijske igre može prijaviti samo jednu posadu.
Glavna kvalifikacijska utrka je Svjetsko veslačko prvenstvo u godini prije održavanja OI. U samoj godini OI još se održavaju četiri kvalifikacijske regate po kontinentima na kojima se mogu popuniti preostala mjesta za OI.

## Najuspješniji veslači i veslačice na OI
| Sportaš (država)                    | Olimpijske igre                    | Zlato | Srebro | Bronca | Ukupno | Napomena |
| Elisabeta Lipa, Rumunjska           | 1984, 1988, 1992, 1996, 2000, 2004 | 5     | 2      | 1      | 8      | 20 godina između prve i zadnje zlatne medalje                                                                               |
| Steve Redgrave, Velika Britanija    | 1984, 1988, 1992, 1996, 2000       | 5     | 0      | 1      | 6      | Zlatna medalja na 5 Igara za redom                                                                                          |
| Doina Ignat, Rumunjska              | 1992, 1996, 2000, 2004             | 4     | 1      | 0      | 5      | Članica čuvenog rumunjskog osmerca                                                                                          |
| Matthew Pinsent, Velika Britanija   | 1992, 1996, 2000, 2004             | 4     | 0      | 0      | 4      | Četiri zlatne medalje za redom, timski partner Stevea Redgravea                                                             |
| Kathrin Boron, Njemačka             | 1992, 1996, 2000, 2004             | 4     | 0      | 0      | 4      | Četiri zlata za redom |
| Georgeta Damian, Rumunjska          | 2000, 2004                         | 4     | 0      | 0      | 4      | Zlato u osmercu i dvojcu bez kormilarke, na dvjema Igrama                                                                   |
| Jack Beresford, Velika Brtianija    | 1920, 1924, 1928, 1932, 1936       | 3     | 2      | 0      | 5      | Prvi veslač s medaljom na 5 Igara za redom.                                                                                 |
| Elena Georgescu, Rumunjska          | 1992, 1996, 2000, 2004             | 3     | 1      | 0      | 4      | Kormilarka rumunjskog osmerca                                                                                               |
| Marnie McBean, Kanada               | 1992, 1996                         | 3     | 0      | 1      | 4      | Sve medalje u momčadi s Kathleen Heddle                                                                                     |
| Kathleen Heddle. Kanada             | 1992, 1996                         | 3     | 0      | 1      | 4      | Sve medalje u momčadi s Marnie McBean                                                                                       |
| James Tomkins. Australija           | 1988, 1992, 1996, 2000, 2004       | 3     | 0      | 1      | 4      | Najuspješniji australski veslač                                                                                             |
| John B. Kelly, Sr. SAD              | 1920, 1924                         | 3     | 0      | 0      | 3      | Prvi veslač s tri zlata- Otac čevene glumice Grace Kelly                                                                    |
| Paul Costello, SAD                  | 1920, 1924, 1928                   | 3     | 0      | 0      | 3      | Prvi veslač s tri zlatne medalje u istoj disciplini (dvojac na pariće)                                                      |
| Vjačeslav Ivanov, SSSR              | 1956, 1960, 1964                   | 3     | 0      | 0      | 3      | Prvi veslač s tri zlata u najprestižnijoj disciplini, samcu                                                                 |
| Sigfried Brietzke, Istočna Njemačka | 1972, 1976, 1980                   | 3     | 0      | 0      | 3      | Trostruki zlatni, prvi iz Njemačke                                                                                          |
| Pertti Karppinen, Finska            | 1976, 1980, 1984, 1988, 1992       | 3     | 0      | 0      | 3      | Sve medalje osvojene u samcu                                                                                                |
| Agostino Abbagnale, Italija         | 1988, 1996, 2000                   | 3     | 0      | 0      | 3      | Njegova braća Carmine i Giuseppe su osvojili po dva zlata, što ih zajedno čini najuspješnijom veslačkom obitelji na svijetu |
| Constanţa Burcica, Rumunjska        | 1996, 2000, 2004                   | 3     | 0      | 0      | 3      | Sve medalje osvojene u dvojcu na pariće za lake veslačice                                                                   |
| Liliana Gafencu, Rumunjska          | 1996, 2000, 2004                   | 3     | 0      | 0      | 3      | Članica rumunjskog osmerca                                                                                                  |
| Viorica Susanu, Rumunjska           | 1996, 2000, 2004                   | 3     | 0      | 0      | 3      | Dvije medalje u osmercu i jedna u dvojcu bez kormilarke                                                                     |

## Discipline koje više nisu u programu
Na nekim ranijim Igrama (1900 i 1904) veslačko natjecanje je održavano u još nekoliko drugih kategorija (osim apsolutne)  kao što su juniori, početnici, klubovi, napredni i sl. Kroz povijest Igara veći se broj disciplina i vrsta čamaca pojavljivao u programu, ali je kasnije izbačen. Slijedi popis nekadašnjih olimpijskih disciplina:
- Dvojac s kormilarom (muški) (1900-1992)
- Četverac s kormilarom (muški) (1900-1992)
- Četverac s kormilarkom (žene) (1976-1988)
- Četverac na pariće s kormilarkom (žene) (1976-1984)
- Četverac bez kormilarke (žene) (1992)
- Četverac s kormilarom šoroke gradnje (gig, yola) (1912)
- Mornarički čamac za 6 osoba (kuter) (1906)
- Mornarički čamac za 17 osoba (kuter) (1906)